# 크리스티나 칼데론

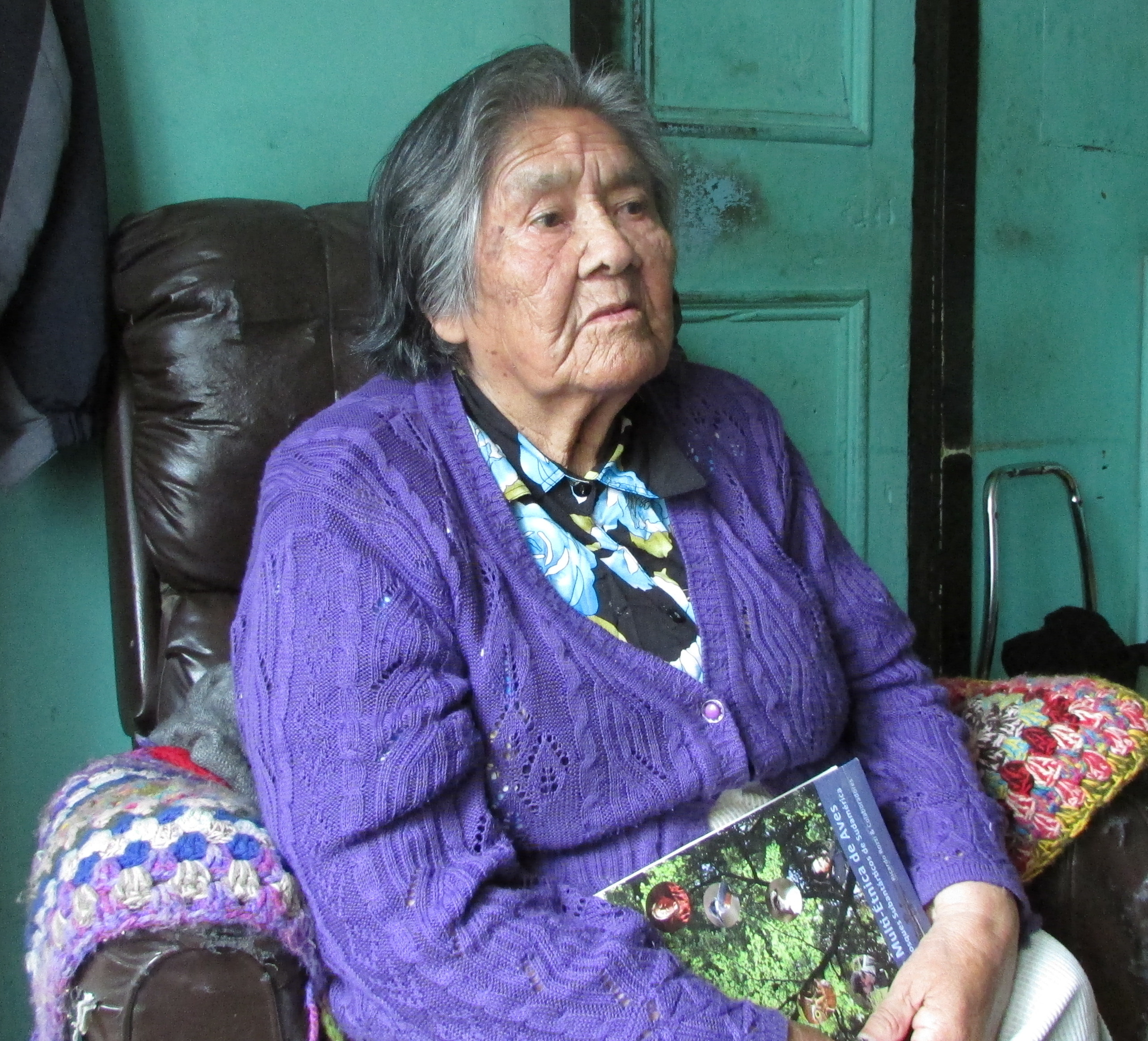
2013년 모습

크리스티나 칼데론(Cristina Calderón, 본명: 크리스티나 칼데론 하르반, Cristina Calderón Harban, 1928년 5월 24일 – 2022년 2월 16일)은 칠레의 민족지학자, 여성 공예가, 작가, 문화 운동가였으며, 2005년 84세의 여동생 우르술라(Ursula)가 사망한 후 마지막으로 살아 있는 순수 혈통의 야간족이었다. 2004년까지 칼데론과 그녀의 시누이 에멜린다 아쿠나(Emelinda Acuña)는 티에라델푸에고 제도의 원주민 언어인 야간어를 사용하는 유일한 두 명의 원어민이었다.